# Йожеф Бачкаі
Йожеф Бачкаі (угор. József Bacskai) (12 серпня 1960) — угорський дипломат. Генеральний консул Угорщини в Ужгороді (2010—2015). Заступник Державного секретаря з економічних питань Міністерства закордонних справ Угорщини.

## Життєпис
Народився 12 серпня 1960 року в місті Гезстер. У 1978 році закінчив Водно-будівельну технічну середню школу імені Паль Варсалея. У 1984 році закінчив Ленінградський інженерно-будівельний інститут, будівництво шкільних об'єктів і споруд.
У 1984—1987 рр. — головний інженер територіального відділу Державної інвестиційної компанії Міністерства оборони Угорщини.
У 1987—1992 рр. — керівник бюджетного відділу Державної інвестиційної компанії Міністерства оборони Угорщини.
У 1992—1994 рр. — аудитор Державного аудиторського бюро.
У 1994—1996 рр. — головний бухгалтер Московського комерційного представництва Міністерство міжнародних економічних відносин, потім Міністерства промисловості та торгівлі РФ.
У 1996—2000 рр. — операційний директор, заступник голови Московського торгового представництва Міністерства міжнародних економічних відносин РФ, потім Міністерства промисловості та торгівлі РФ.
У 2001 році — начальник відділу бухгалтерського обліку, заступник начальника управління Міністерства закордонних справ Угорщини.
У 2001—2008 рр. — керівник департаменту менеджменту Міністерства закордонних справ Угорщини.
У 2008—2010 рр. — Генеральний консул Угорщини в Берегове (Україна).
У 2010—2011 рр. — завідувач відділу, Державний секретар Управління керівництва ЄС Міністерства закордонних справ Угорщини.
У 2010—2015 рр. — Генеральний консул Угорщини в Ужгороді (Україна).
З 2015 року — Заступник Державного секретаря Міністерства закордонних справ, відповідальний за господарські справи.